# Wyton on the Hill
Wyton on the Hill est une paroisse civile et un village du Cambridgeshire, en Angleterre.